# کلان (قزوین)
کلان (قزوین)، روستایی از توابع بخش رودبارالموت شهرستان قزوین در استان قزوین ایران است.

## جمعیت
این روستا در دهستان الموت پایین قرار دارد و براساس سرشماری مرکز آمار ایران در سال ۱۳۸۵، جمعیت آن ۲۷ نفر (۱۱خانوار) بوده‌است.

## زبان
کلانی‌ها تاتی را با گویش الموتی صحبت می‌کنند.